# Rörtangara
Rörtangara (Donacospiza albifrons) är en fågel i familjen tangaror inom ordningen tättingar.

## Utseende och läte
Rörtangaran är en liten finkliknande fågel med mycket lång stjärt och en spetsig näbb. Det tydliga ögonbrynsstrecket och mustaschstrecket ger den ett bistert uttryck. Fjäderdräkten är brungrå och streckad ovan, undertill kanelbrun. Sången är snabb och gladlynt.

## Utbredning och systematik
Rörtangaran förekommer i norra Bolivia samt i sydöstra Paraguay, sydöstra Brasilien, Uruguay och nordöstra Argentina. Arten placeras som enda art i släktet Donacospiza. 

### Familjetillhörighet
Liksom andra finkliknande tangaror placerades denna art tidigare i familjen Emberizidae. Genetiska studier visar dock att den är en del av tangarorna.

## Levnadssätt
Rörtangaran hittas i våtmarker och fuktiga gräsmarker.

## Status
Arten har ett stort utbredningsområde och beståndet anses stabilt. Internationella naturvårdsunionen IUCN listar den därför som livskraftig (LC).